# Circondario della Bassa Algovia
Il circondario della Bassa Algovia (in tedesco: Landkreis Unterallgäu) è uno dei circondari dello stato tedesco della Baviera.
Fa parte del distretto governativo della Svevia.

## Città e comuni
(Abitanti il 31 dicembre 2023)
| Comuni del circondario | Città 1. Bad Wörishofen (17 683) 2. Mindelheim (16 226) | Comuni 1. Amberg (1 469) 2. Apfeltrach (997) 3. Babenhausen (5 916) 4. Bad Grönenbach (5 853) 5. Benningen (2 208) 6. Böhen (790) 7. Boos (2 305) 8. Breitenbrunn (2 365) 9. Buxheim (3 261) 10. Dirlewang (2 316) 11. Egg an der Günz (1 268) 12. Eppishausen (1 980) 13. Erkheim (3 267) 14. Ettringen (3 565) 15. Fellheim (1 154) 16. Hawangen (1 304) 17. Heimertingen (1 902) 18. Holzgünz (1 457) 19. Kammlach (1 902) 20. Kettershausen (1 869) 21. Kirchhaslach (1 349) 22. Kirchheim i.Schw. (2 724) 23. Kronburg (1 805) 24. Lachen (1 729) 25. Lauben (1 411) 26. Lautrach (1 260) 27. Legau (3 389) 28. Markt Rettenbach (4 013) 29. Markt Wald (2 257) 30. Memmingerberg (3 214) 31. Niederrieden (1 585) 32. Oberrieden (1 252) 33. Oberschönegg (1 024) 34. Ottobeuren (8 767) 35. Pfaffenhausen (2 736) 36. Pleß (923) 37. Rammingen (1 592) 38. Salgen (1 485) 39. Sontheim (2 778) 40. Stetten (1 454) 41. Trunkelsberg (1 772) 42. Türkheim (7 525) 43. Tussenhausen (3 105) 44. Ungerhausen (1 113) 45. Unteregg (1 412) 46. Westerheim (2 292) 47. Wiedergeltingen (1 526) 48. Winterrieden (979) 49. Wolfertschwenden (2 110) 50. Woringen (2 200) |